# Vikene
Vikene är en ort i Arvika kommun, Värmlands län, belägen i Brunskogs socken. Vikene definierades av SCB som en småort 1995, men med minskande befolkningen tappade orten denna beteckning. Från 2015 avgränsar SCB här åter en småort.